# Masanori Itō
Masanori Itō (伊藤正徳, Itō Masanori), 18 octobre 1889 – 21 avril 1962, est un journaliste, écrivain japonais et l'un des principaux commentateurs militaires du Japon. Il connaissait personnellement la plupart des commandants des forces navales japonaises de la Seconde Guerre mondiale. Il est l'auteur du livre The End of the Imperial Japanese Navy (連合艦隊の最後: 太平洋海戦史), publié en 1956 qui est un récit dramatique offrant un rare aperçu de la guerre navale japonaise dans le Pacifique, de l'attaque de Pearl Harbor aux dernières terribles sorties tandis que les forces américaines se rapprochent du Japon.

## Source de la traduction
- (en) Cet article est partiellement ou en totalité issu de l’article de Wikipédia en anglais intitulé « Masanori Ito » (voir la liste des auteurs).